# تازیانه نه‌رشته

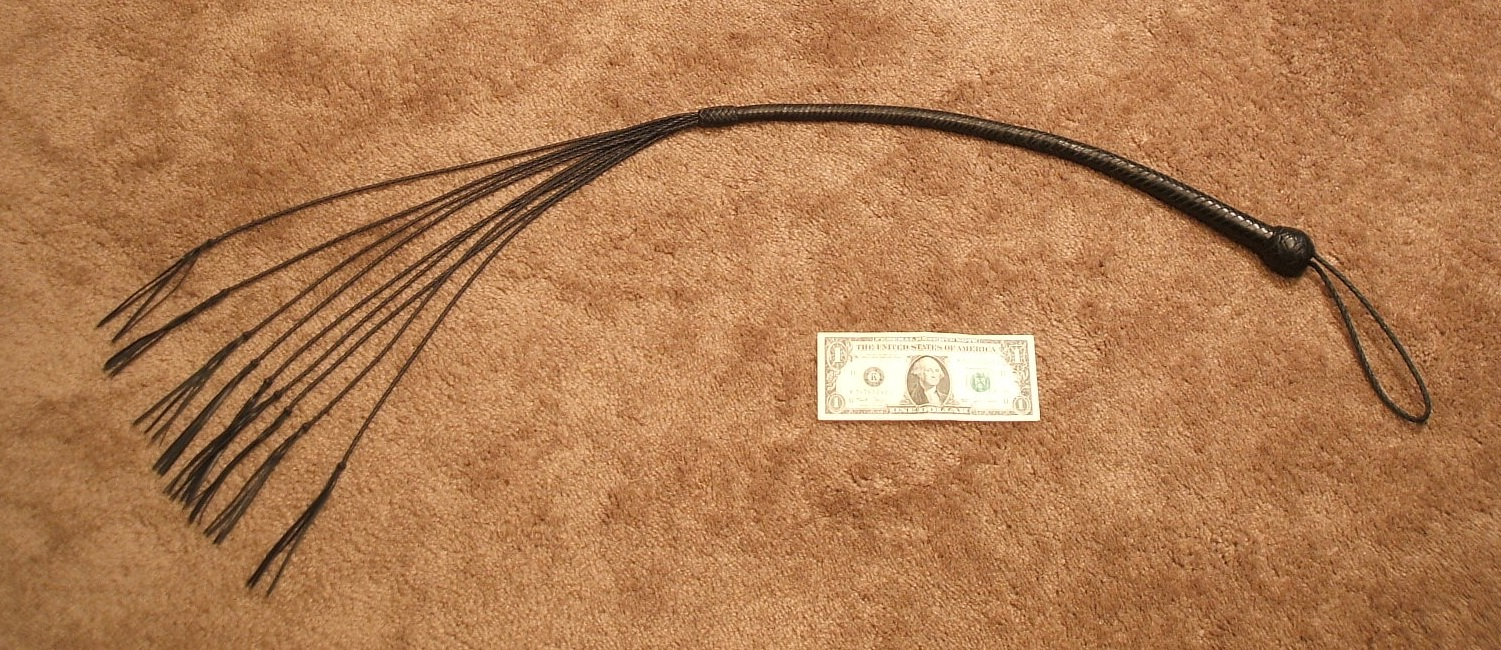
یک شلاق نه سر چرمی که اسکناس دلار آمریکا برای سنجش اندازه در کنارش قرار داده شده است. اسکناس دلار حدود ۶ اینچ (۱۵ سانتی‌متر) است و طول شلاق حدود ۳۰ اینچ (۷۵ سانتی‌متر) است.

تازیانه نُه سر (انگلیسی: Cat o' nine tails) نوعی شلاق است که در اصل برای اجرای تنبیه بدنی شدید ساخته شده است. این شلاق در سال ۱۶۹۵ به وجود آمد، گرچه طراحی‌اش خیلی قدیمی‌تر بود. این نوع شلاق را گربه‌ای نیز می‌نامند چون درد و جراحتی که ایجاد می‌کند مانند جراحت ناشی از پنجهٔ گربه است. یعنی پوست را پاره می‌کند و درد شدیدی ایجاد می‌کند.
تازیانهٔ نُه رشته از نه دنباله تشکیل شده که بر روی پایه‌ای متصل شده‌اند. معمولاً روی هر رشته تعدادی گره وجود دارد.